# Pomień
Pomień (deutsch Pammin) ist ein Dorf in der Woiwodschaft Westpommern in Polen. Es gehört zur Gmina Recz (Gemeinde Reetz) im Powiat Choszczeński (Arnswalder Kreis).

## Lage
Der Ort liegt in der Neumark, rund 7 km südwestlich von Reetz, 8 km nordöstlich von Choszczno (Arnswalde) und rund 65 km östlich von Stettin.

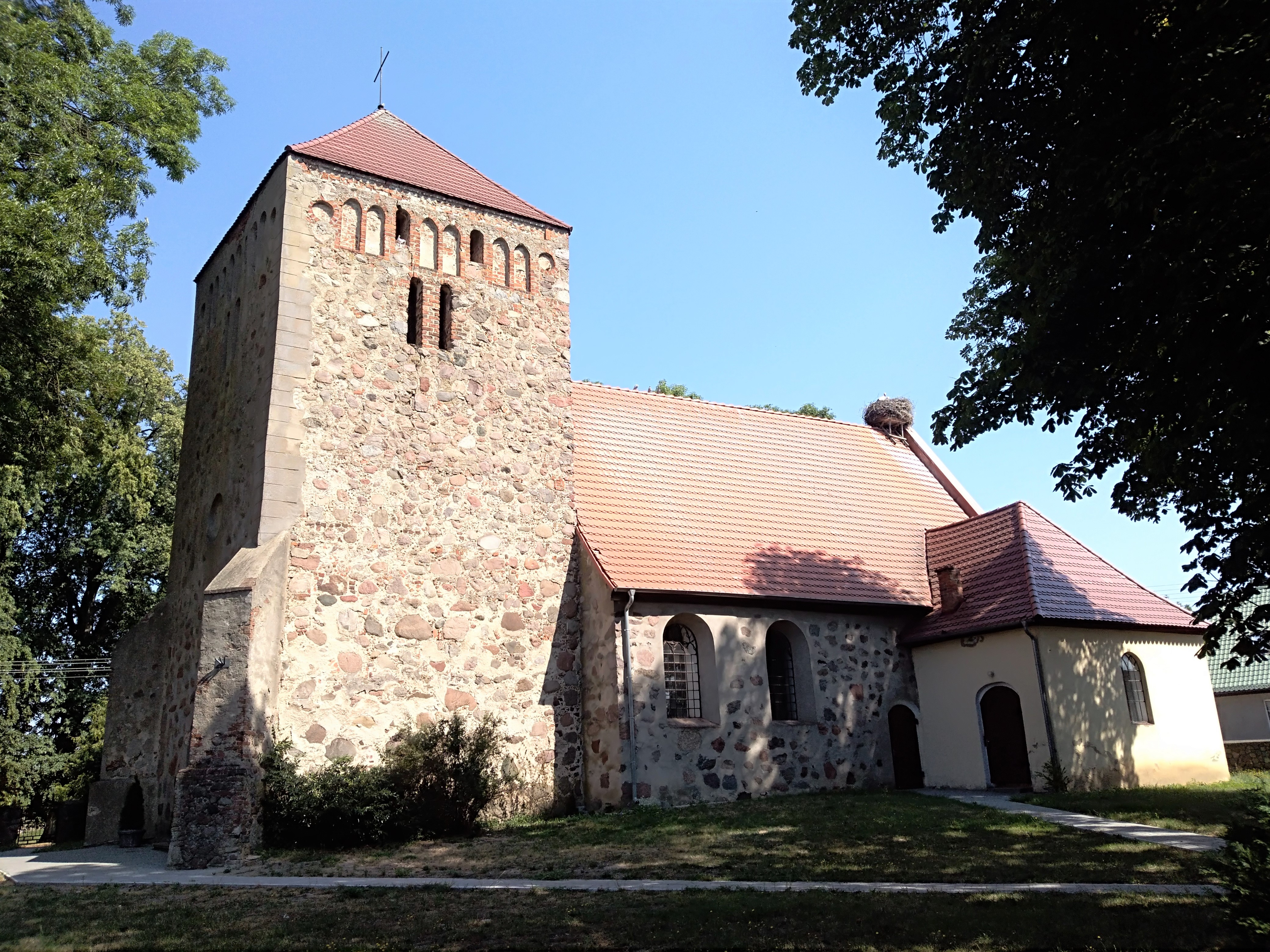
Kirche „Niepokalanego Serca Marii“ aus dem 15. bis 17. Jahrhundert

## Geschichte
Pammin wird spätestens 1337 erstmals urkundlich erwähnt. Damals war der Ort der Familie von Wedel zugehörig. 1561 wurde eine Steinkirche gebaut, die wie die meisten Gebäude dem Dreißigjährigen Krieg zum Opfer fiel. Später spielte die Familie von Beneckendorff eine bedeutende Rolle im Ort. 1939 lebten in Pammin 433 Personen. Im Jahr 2007 lebten in Pomień wieder 323 Personen.

## Persönlichkeiten: Söhne und Töchter des Ortes
- Caspar Heinrich von Benekendorff (1654–1729), deutscher Jurist und sächsischer Generalleutnant
- Christoph Friedrich von Beneckendorff (1656–1721), kurbrandenburger Generalmajor und Kommandant der Festung Kolberg
- Siegfried Seidel-Dittmarsch (1887–1934), deutscher Politiker (NSDAP), MdR

## Belege
1. ↑  Heimatkreis Arnswalde/Neumark. Abgerufen am 18. März 2024.